# Huish Park
Der Huish Park ist ein Fußballstadion in Yeovil, England. Es ist die sportliche Heimat des Fußballclubs Yeovil Town und ersetzte die vorherige Spielstätte The Huish, in dem der Verein von 1928 bis 1990 ansässig war.

## Geschichte
Das Stadion ist Vereinseigentum und steht am westlichen Stadtrand von Yeovil. Derzeit bietet der Huish Park 9.665 Plätze, wovon 5.212 Sitzplätze sind. Die Baukosten der Spielstätte mit vier Tribünen beliefen sich auf ca. 3,5 Mio. £. Die Haupttribüne Tamburino Stand sowie die Gegenseite Screwfix Community Stand sind überdacht und mit Sitzplätzen ausgestattet. Zwischen den grünen Sitzen sind auf beiden Rängen mit weißen Kunststoffsitzen die Vereinsinitialen Y.T.F.C. dargestellt. Der größte Unterschied zwischen den Längstribünen sind die VIP-Logen hinter den Sitzreihen des Cowlin Stand sowie der Spielertunnel und die Trainerbänke. Ähnlich in Form und Höhe ist die Südtribüne Thatchers Gold Stand. Auf dem einzig unüberdachtem Rang Copse Road End sind die Gästefans beheimatet. Auch am südlichen Ende der Haupttribüne finden die Gäste Sitzgelegenheiten. Die drei überdachten Ränge besitzen an den Seiten Windschutzwände aus Plexiglas.

### Sonstige Nutzung
Die englische U18-Fußballnationalmannschaft traf am 22. Mai 1991 auf die walisische U18-Mannschaft. Am 27. März 2007 trat in Yeovil die U18 gegen die U18-Auswahl der Niederlande an. Auch die englische U16-Mannschaft trat im Huish Park gegen die U16 aus Wales an.

## Besucherrekord und Zuschauerschnitt
Die höchste Besucherzahl kam am 25. April 2008 zustande. Die Partie der Football League One zwischen Yeovil Town und Leeds United sahen 9.527 Zuschauer. Das insgesamt meistbesuchte Spiel von Yeovil Town fand am 29. Januar 1949 im alten Huish statt. Das FA-Cup-Spiel der 4. Runde gegen den FC Sunderland verfolgten 16.318 Zuschauer.
- 2011/12: 3.984 (Football League One)
- 2012/13: 4.072 (Football League One)
- 2013/14: 6.616 (Football League Championship)
- 2014/15: 4.346 (Football League One)

## Tribünen
- Tamburino Stand – (West, Haupttribüne, überdacht)
- Screwfix Community Stand – (Ost, Gegentribüne, überdacht)
- Thatchers Gold Stand – (Süd, Hintertortribüne, überdacht)
- Copse Road End – (Nord, Hintertortribüne, unüberdacht)